# Füzi Krisztián
Füzi Krisztián (Kapuvár, 1975. november 13. –) magyar labdarúgó. Első NB I-es mérkőzése 1997. szeptember 13. Győri ETO FC - BVSC Budapest volt, ahol csapata szoros mérkőzésen 0–0-s döntetlent játszott a fővárosi klubbal. Apja Füzi Géza és testvére Füzi Ákos szintén labdarúgók.

## Sikerei, díjai
BVSC Budapest:
- Magyar bajnoki 10. hely: 1998
- Magyar kupa - 32 közé jutott: 1998, 1999

 Budapest Honvéd:
- Magyar bajnoki 7. hely: 2001
- Magyar kupa nyolcaddöntő: 2000, 2002

 Győri ETO:
- Magyar bajnoki 6. hely: 2003
- Magyar kupa 4 kör: 2003

 Vasas:
- Magyar bajnoki 13. hely: 2005
- NB II ezüstérmes: 2004
- Magyar kupa ezüstérmes: 2006

 Budafoki LC:
- NB II Kelet 16. hely: 2007
- Magyar kupa 4. kör: 2007

 ESMTK:
- NB II Nyugat 13. hely: 2008
- Magyar kupa 2. kör: 2008